# Karangsalam Kidul
Karangsalam Kidul is een bestuurslaag (kelurahan) in het onderdistrict (kecamatan) Kedung Banteng in het regentschap Banyumas van de provincie Midden-Java, Indonesië. Karangsalam Kidul telt 4041 inwoners (volkstelling 2010).